# Discografia dei Mr. Children
Questa pagina contiene la discografia dei Mr. Children, un gruppo musicale giapponese fondato nel 1988.

## Album

### Album in studio
| Anno | Dettagli | Posizione massima | Vendite prima settimana | Vendite totali/certificazioni RIAJ |
| ---- | --- | ----------------- | ----------------------- | ---------------------------------- |
| 1992 | Everything - Data di pubblicazione: 10 maggio 1992 - Etichetta: Toy's Factory (TFCC-88020) - Formati: CD                                            | 25                | 2,400                   | 451,440 (Platino)                  |
| 1992 | Kind of Love - Data di pubblicazione: 1º dicembre 1992 - Etichetta: Toy's Factory (TFCC-88026) - Formati: CD                                        | 13                | 7,770                   | 1,179,780 (Milione)                |
| 1993 | Versus - Data di pubblicazione: 1º settembre 1993 - Etichetta: Toy's Factory (TFCC-88034) - Formati: CD                                             | 3                 | 58,510                  | 802,140 (Triplo Platino)           |
| 1994 | Atomic Heart - Data di pubblicazione: 1º settembre 1994 - Etichetta: Toy's Factory (TFCC-88052) - Formati: CD                                       | 1                 | 851,560                 | 3,429,650 (3 milioni)              |
| 1996 | Shinkai (深海) - Data di pubblicazione: 24 giugno 1996 - Etichetta: Toy's Factory (TFCC-88077) - Formati: CD                                        | 1                 | 1,536,180               | 2,744,950 (Double Million)         |
| 1997 | Bolero - Data di pubblicazione: 5 marzo 1997 - Etichetta: Toy's Factory (TFCC-88099) - Formati: CD                                                  | 1                 | 1,734,880               | 3,283,270 (3 milioni)              |
| 1999 | Discovery - Data di pubblicazione: 3 febbraio 1999 - Etichetta: Toy's Factory (TFCC-88137) - Formati: CD                                            | 1                 | 1,110,370               | 1,814,180 (Milione)                |
| 2000 | Q - Data di pubblicazione: 27 settembre 2000 - Etichetta: Toy's Factory (TFCC-88166) - Formati: CD                                                  | 2                 | 632,350                 | 896,890 (Triplo Platino)           |
| 2002 | It's a Wonderful World - Data di pubblicazione: 19 maggio 2002 - Etichetta: Toy's Factory (TFCC-86106) - Formati: CD                                | 1                 | 640,150                 | 1,232,655 (Milione)                |
| 2004 | Shifuku no Oto (シフクノオト) - Data di pubblicazione: 7 aprile 2004 - Formati: CD, CD+DVD                                                          | 1                 | 803,422                 | 1,411,799 (Milione)                |
| 2005 | I Love U (I♥U) - Data di pubblicazione: 21 settembre 2005 - Etichetta: Toy's Factory (TFCC-86200) - Formati: CD                                     | 1                 | 686,688                 | 1,141,471 (Milione)                |
| 2007 | Home - Data di pubblicazione: 14 marzo 2007 - Etichetta: Toy's Factory (TFCC-86221) - Formati: CD, CD+DVD                                           | 1                 | 693,038                 | 1,207,417 (Milione)                |
| 2008 | Supermarket Fantasy - Data di pubblicazione: 10 dicembre 2008 - Etichetta: Toy's Factory (TFCC-86291, TFCC-86292) - Formati: CD, CD+DVD             | 1                 | 707,763                 | 1,277,906 (Milione)                |
| 2010 | Sense - Data di pubblicazione: 1º dicembre 2010 - Etichetta: Toy's Factory (TFCC-86341) - Formati: CD                                               | 1                 | 501,992                 | 784,282 (Triplo Platino)           |
| 2012 | ［(An Imitation) Blood Orange］ - Data di pubblicazione: 28 novembre 2012 - Etichetta: Toy's Factory (TFCC-86420, TFCC-86421) - Formati: CD, CD+DVD |                   |                         |                                    |

### Raccolte
| Anno | Dettagli | Peak chart position | Vendite prima settimana | Vendite totali/Certificazioni RIAJ |
| ---- | --- | ------------------- | ----------------------- | ---------------------------------- |
| 2001 | Mr. Children 1992-1995 - Data di pubblicazione: 11 luglio 2001 - Etichetta: Toy's Factory (TFCC-88180) - Formati: CD                                                                              | 1                   | 1,201,730               | 2,378,123+ (2 milioni)             |
| 2001 | Mr. Children 1996-2000 - Data di pubblicazione: 11 luglio 2001 - Etichetta: Toy's Factory (TFCC-88181) - Formati: CD                                                                              | 2                   | 1,004,190               | 1,810,564 (Milione)                |
| 2007 | B-Side - Data di pubblicazione: 10 maggio 2007 - Etichetta: Toy's Factory (TFCC-86231) - Formati: CD                                                                                              | 1                   | 281,024                 | 478,964 (Doppio platino)           |
| 2012 | Mr. Children 2001-2005 ＜micro＞ - Data di pubblicazione: 10 maggio 2012 - Etichetta: Toy's Factory (TFCC-86396, TFCC-86398) - Formati: CD, CD+DVD                                                | 2                   | 715,556                 | 1,014,597 (Milione)                |
| 2012 | Mr. Children 2005-2010 ＜macro＞ - Data di pubblicazione: 10 maggio 2012 - Etichetta: Toy's Factory (TFCC-86397, TFCC-86399) - Formati: CD, CD+DVD - Note: Numero 1 per tre settimane consecutive | 1                   | 731,589                 | 1,056,404 (Milione)                |

### Album dal vivo
| Titolo | Pubblicazione    | Posizione massima | Vendite prima settimana | Vendite totali |
| ------ | ---------------- | ----------------- | ----------------------- | -------------- |
| 1/42   | 8 settembre 1999 | 1                 | 411,080                 | 559,310        |

## Singoli
| Titolo | Pubblicazione    | Posizione massima | Vendite prima settimana | Vendite totali | Album                  |
| --- | ---------------- | ----------------- | ----------------------- | -------------- | ---------------------- |
| Kimi ga Ita Natsu (君がいた夏 :The Summer That You Were Here)                                                       | 21 agosto 1992   | 69                | 2,940                   | 21,710         | Eveything              |
| Dakishimetai (抱きしめたい :I Want To Hold You)                                                                     | 1º dicembre 1992 | 56                | 3,490                   | 60,790         | Kind of Love           |
| Replay | 1º luglio 1993   | 19                | 24,880                  | 88,330         | Versus                 |
| Cross Road | 10 novembre 1993 | 6                 | 65,950                  | 1,255,940      | Atomic Heart           |
| Innocent World | 1º giugno 1994   | 1                 | 206,030                 | 1,935,830      | Atomic Heart           |
| Tomorrow Never Knows                                                                                                | 10 novembre 1994 | 1                 | 669,540                 | 2,766,290      | Bolero                 |
| Everybody Goes -Chitsujo no Nai Gendai ni Drop-Kick- (everybody goes -秩序のない現代にドロップキック-)              | 12 dicembre 1994 | 1                 | 369,670                 | 1,240,040      | Bolero                 |
| 【Es】 ~Theme of Es~                                                                                                | 1º maggio 1995   | 1                 | 520,670                 | 1,571,890      | Bolero                 |
| See-Saw Game ~Yūkan na Koi no Uta~ (シーソーゲーム～勇敢な恋の歌～ :See Saw Game ~a brave love song )               | 10 agosto 1995   | 1                 | 561,750                 | 1,811,790      | Bolero                 |
| Na mo Naki Uta (名もなき詩 :Nameless Poem)                                                                          | 5 febbraio 1996  | 1                 | 1,208,230               | 2,308,790      | Shinkai                |
| Hana -Mémento Mori- (花 -Mémento-Mori-:Flower ~a Reminder of Death)                                                 | 10 aprile 1996   | 1                 | 639,330                 | 1,538,600      | Shinkai                |
| Machine Gun o Buppanase -Mr. Children Bootleg- ((マシンガンをぶっ放せ -Mr.Children Bootleg-):Spray Machinegun Fire) | 8 agosto 1996    | 1                 | 301,560                 | 733,070        | Shinkai                |
| Everything (It's You)                                                                                               | 5 febbraio 1997  | 1                 | 602,140                 | 1,217,090      | Bolero                 |
| Nishi e Higashi E (ニシエヒガシエ :To the East, To the West)                                                        | 11 febbraio 1998 | 1                 | 361,370                 | 663,730        | Discovery              |
| Owari Naki Tabi (終わりなき旅 :Endless Journey)                                                                     | 21 ottobre 1998  | 1                 | 515,780                 | 1,070,350      | Discovery              |
| Hikari no Sasu Hou E (光の射す方へ :To Where the Light Points You)                                                  | 13 gennaio 1999  | 1                 | 327,650                 | 455,770        | Discovery              |
| I'll Be | 12 maggio 1999   | 1                 | 194,770                 | 301,000        | Discovery              |
| Kuchibue (口笛 :Whistle)                                                                                            | 13 gennaio 2000  | 1                 | 327,590                 | 724,070        | Q                      |
| Not Found | 9 agosto 2000    | 1                 | 356,520                 | 607,300        | Q                      |
| Yasashii Uta (優しい歌 :Gentle Song)                                                                                | 21 agosto 2001   | 1                 | 250,610                 | 477,810        | It's a Wonderful World |
| Youthful Days | 7 novembre 2001  | 1                 | 352,730                 | 699,270        | It's a Wonderful World |
| Kimi Ga Suki" (君が好き :I like you)                                                                                | 1º gennaio 2002  | 1                 | 305,500                 | 513,280        | It's a Wonderful World |
| Any | 10 luglio 2002   | 1                 | 257,670                 | 509,262        | Shifuku no Oto         |
| Hero | 11 dicembre 2002 | 1                 | 315,358                 | 552,848        | Shifuku no Oto         |
| Tenohira/Kurumi (掌/くるみ :Palm of hand/Walnut)                                                                    | 19 novembre 2003 | 1                 | 286,982                 | 651,696        | Shifuku no Oto         |
| Sign | 26 maggio 2004   | 1                 | 370,451                 | 773,990        | I Love U               |
| Yonjigen: Four Dimensions (四次元-)                                                                                 | 29 giugno 2005   | 1                 | 569,116                 | 925,632        | I Love U               |
| Houkiboshi (箒星 :Comet)                                                                                            | 5 luglio 2006    | 1                 | 254,024                 | 419,805        | Home                   |
| Shirushi (しるし :*Proof)                                                                                           | 15 novembre 2006 | 1                 | 350,059                 | 740,080        | Home                   |
| Fake (フェイク) | 24 gennaio 2007  | 1                 | 280,877                 | 320,628        | Home                   |
| Tabidachi no uta (旅立ちの唄 :A song for the journey)                                                               | 31 ottobre 2007  | 1                 | 238,380                 | 395,343        | Supermarket Fantasy    |
| Gift | 30 luglio 2008   | 1                 | 194,144                 | 340,132        | Supermarket Fantasy    |
| Hanabi (Fireworks)                                                                                                  | 3 settembre 2008 | 1                 | 260,196                 | 485,803        | Supermarket Fantasy    |
| Inori ~Namida no Kidou/End of the Day/Pieces/>(祈り 〜涙の軌道(Prayer~The orbit of tears)/End of the day/pieces )   | 18 aprile 2012   | 1                 | 174,409                 | 271,704        | TBA                    |

## Home video
| Titolo                                                         | Pubblicazione VHS | Pubblicazione DVD |
| -------------------------------------------------------------- | ----------------- | ----------------- |
| Es Mr. Children in Film                                        | 15 dicembre 1995  | —                 |
| Alive                                                          | 25 aprile 1997    | —                 |
| Regress or Progress '96-'97 Document                           | 10 settembre 1997 | —                 |
| Regress or Progress '96-'97 Tour Final in Tokyo Dome           | 8 ottobre 1997    | 21 giugno 2001    |
| Mr. Children Concert Tour '99 Discovery                        | 21 giugno 2001    | 21 giugno 2001    |
| Mr. Children Concert Tour Q 2000~2001                          | 22 agosto 2001    | 22 agosto 2001    |
| Mr. Children Concert Tour Popsaurus 2001                       | 1º gennaio 2002   | 1º gennaio 2002   |
| Wonederful World on Dec 21                                     | —                 | 26 marzo 2003     |
| Mr. Children Tour 2004 Shifuku no Oto (Tour 2004 シフクノオト) | —                 | 21 dicembre 2004  |
| Mr. Children Dome Tour 2005 "I Love U": Final in Tokyo Dome    | —                 | 1º maggio 2006    |
| Mr. Children Home Tour 2007                                    | —                 | 14 novembre 2007  |
| Mr. Children Home Tour 2007: In the Field                      | —                 | 6 agosto 2008     |
| Mr. Children: Shūmatsu no Confidence Songs                     | —                 | 11 novembre 2009  |
| Mr. Children Dome Tour 2009: Supermarket Fantasy               | —                 | 1º maggio 2010    |
| Mr. Children: Split the Difference                             | —                 | 10 novembre 2010  |